# Наташа Станич
Наташа Станич (1969) — сербська магістеркар астрофізики, викладачка планетарію, викладачка фізики. Пише вірші та оповідання, редакторка і співавторка кількох літературних журналів. Одна із засновниць та член ради директорів заснованого у 2010 році Центру популяризації науки, освіти та вдосконалення наукової журналістики СФЕРА.
Авторка науково-популярних книг (Зоряні міста, АстролАгија), наукових праць, семінарів для вчителів, міжнародних проєктів (Перший мобільний планетарій для Сербії, ЮНЕСКО), інтерактивних наукових майстер-класів для дітей (Повітряна кулька, склянка води та мобільний телефон).

## Виставки/мистецькі маніфестації
- Міжнародна виставка "Eco -Photo", Kosjerić 2008 - та винагорода за колекцію фотографій.
- 30. Виставка художніх фотографій "15. Жовтень ", Pozarevac, 2007 - похвала за фотографію.
- Podravski Salon Art Photography "Салон đurjevac 2007" - I премія за індивідуальну фотографію.
- Фото виставка "Child 2007", Zajecar, 2007 - Похвала за фотографію.
- Міжнародна фото виставка "Фотограма 5.7 - 2007", Velika Plana, 2007 - I Приз за колекцію
- Участь у виставках: "Екологічна реальність", Pozarevac 2008; "Паракін 2007"; "Життя з 1000 людьми 2007 року" (піро); "Дитина 2007" (Белград); "Мініатюри 2007" (Белград); "Celje 2007"; * "Іваново у фокусі 2007 року" (Іваново); "Травнева виставка 2007" (Белград); "World and I I 2006" (Niš); "NIS 2006" (Niš); "Мініатюри 2005" (Белград); Міжнародна виставка  "стирання2004" (травень, Белград);
- Поетичний конкурс Югослава "Поетичні треки 2001", Кікінда

## Нагороди
- І нагорода за найкоротше оповідання на конкурсі «Конкурс 357 — історія за мить», Інтернет-фанзин «Helly Cherry», 2011.
- Нагорода Міжнародного астрономічного союзу за особливий внесок у Міжнародний рік астрономії 2009.
- Сертифікат Міжнародного проєкту «Пізнання Всесвіту» 2008—2009.
- Конкурс югославської поезії «Поетичними стежками 2001», м. Кікінда — ІІІ премія.